# Diapensia
Diapensia là một chi thực vật có hoa trong họ Diapensiaceae.

## Loài
Chi Diapensia gồm các loài: